# Іваньково (Ядринський район)
Іва́ньково (рос. Иваньково, чув. Йăвански) — присілок у Чувашії Російської Федерації, у складі Іваньковського сільського поселення Ядринського району.
Населення — 81 особа (2010; 125 в 2002, 340 в 1979, 978 в 1939, 1100 в 1926, 824 в 1899, 340 в 1859). Національний склад — чуваші та росіяни.

## Історія
До 1920 року існувало окремо 3 присілки Іванькове Перше, Друге та Третє. До 1861 року селяни мали статус поміщицьких (Вразькі, Гордеєві, Лопатіни, Батюшкові, Зеленовські, Горталові, Петровські), займались землеробством, тваринництвом, рибальством. 1884 року відкрито школу грамоти, з 1887 року — церковнопарафіяльна школа, з 1898 року — жіноча школа грамоти. На початку 20 століття діяло 2 вітряки. 1930 року створено колгосп «Путь до соціалізму». До 1919 року присілок перебував у складі Слободо-Стрілецької, а до 1927 року Ленінської волостей Ядринського повіту. Після переходу 1927 року на райони — у складі Ядринського району.

## Господарство
У присілку діють племінний кінний завод імені В. І. Чапаєва, спортивний майданчик та магазин.